# Leptotes pauloensis
Leptotes pauloensis es una especie de orquídea epífita de crecimiento cespitoso donde habita en las áreas más secas de la Mata Atlántica en los estados de Espírito Santo, Rio de Janeiro, São Paulo y Minas Gerais de Brasil.

## Descripción
Presenta un rizoma corto y pseudobulbos muy pequeños que se extienden de manera casi imperceptible en una cilíndrica hoja carnosa, corta y erecta. La inflorescencia es apical y corta, con algunas de flores pequeñas abiertas. Las flores, por lo general, son de color lila pálido, con el labio manchado de color púrpura. Los pétalos y sépalos son similares, el labelo es lobulado con los bordes dentados, y tiene garras que se aferran a los lados de la columna. Esta es breve y tiene seis polinias de tamaños desiguales, cuatro grandes y dos pequeñas. Las plantas están relacionados con los géneros Loefgrenianthus y Pseudolaelia y Schomburgkia.

Pertenece al grupo de Leptotes de hojas cortas y flores más redondeadas y más abiertas, pero más pequeñas. Es muy similar a la especie Leptotes tenuis, sin embargo, se puede reconocer por su color lila pálido.